# 1744
1744 (хиляда седемстотин четиридесет и четвърта) година (MDCCXLIV) е:
- високосна година, започваща в неделя по юлианския календар;
- високосна година, започваща в сряда по григорианския календар (с 11 дни напред за 18 век).

Тя е 1744-тата година от новата ера и след Христа, 744-тата от 2-ро хилядолетие и 44-тата от 18 век.

## Родени
- 8 февруари – Карл Теодор фон Далберг, германски епископ и държавник († 1817 г.)
- 19 май – Шарлота фон Мекленбург-Щрелиц, кралица на Обединеното кралство († 1818 г.)
- 1 август – Жан-Батист Ламарк, френски биолог († 1829 г.)
- 25 август – Йохан Готфрид фон Хердер, философ, писател, литературен критик († 1803 г.)
- 4 ноември – Йохан III Бернули, швейцарски математик и астроном († 1807 г.)
- 11 ноември – Абигейл Адамс, съпруга на Джон Адамс, втори президент на САЩ († 1818 г.)

## Починали
- 30 май – Александър Поуп, английски писател (* 1688 г.)
- 8 декември – Мари-Ан дьо Шатору, френска благородничка (* 1717 г.)